# Бонавантир (Квебек)
Бонавантир (фр. Bonaventure) је град у Канади у покрајини Квебек. Према резултатима пописа 2011. у граду је живело 2.775 становника.

## Становништво
Према резултатима пописа становништва из 2011. у граду је живело 2.775 становника, што је за 3,8% више у односу на попис из 2006. када је регистровано 2.673 житеља.
| 2006. | 2011. |
| ----- | ----- |
| 2.673 | 2.775 |